# أنجيلا ريتشاردز
أنجيلا ريتشاردز (بالإنجليزية: Angela Richards)‏ هي ممثلة بريطانية، ولدت في 18 ديسمبر 1944 في إنجلترا في المملكة المتحدة.

## وصلات خارجية
- أنجيلا ريتشاردز على موقع IMDb (الإنجليزية)
- أنجيلا ريتشاردز على موقع قاعدة بيانات الفيلم (الإنجليزية)